# Hipótese de Quimioafinidade
A Hipótese de Quimioafinidade propõe que axônios reconhecem as células, ou grupo de células, com as quais farão sinapse (alvos) por meio de marcadores moleculares específicos. Esse reconhecimento seletivo é a base para a formação de uma rede funcional de conexões neuronais. Durante a diferenciação celular, as células às quais os axônios irão se conectar produzem esses sinais, que não apenas os guiam, mas também auxiliam no processo de sinaptogênese.

## A elaboração da hipótese

### Introdução
Durante a formação do sistema nervoso, um passo essencial é o estabelecimento das conexões sinápticas, dado pelo prolongamento orientado de axônios a alvos específicos, sejam eles células ou um grupo de células. Esse processo se dá por meio dos cones de crescimento, estruturas neuronais de alta motilidade que guiam o axônio ao seu alvo e que possuem a capacidade de responder a moléculas específicas que atraem ou repelem tais cones de crescimento. A Hipótese de Quimioafinidade, que apoia que os sinais moleculares são os responsáveis por guiar os cones de crescimento, ao invés de estímulos mecânicos (como superfície celular, meio extracelular ou outros neurônios), foi inicialmente proposta pelo neuropsicólogo Roger Wolcott Sperry em 1963 e é baseada em uma série de experimentos realizados no sistema visual da rã-de-unha-africana (Xenopus laevis). Atualmente, após a descoberta de determinantes moleculares como netrinas, semaforinas e efrinas, a hipótese de Sperry tornou-se amplamente aceita como o mecanismo de orientação comum não só de axônios, mas de todas as células.

### O experimento de Sperry

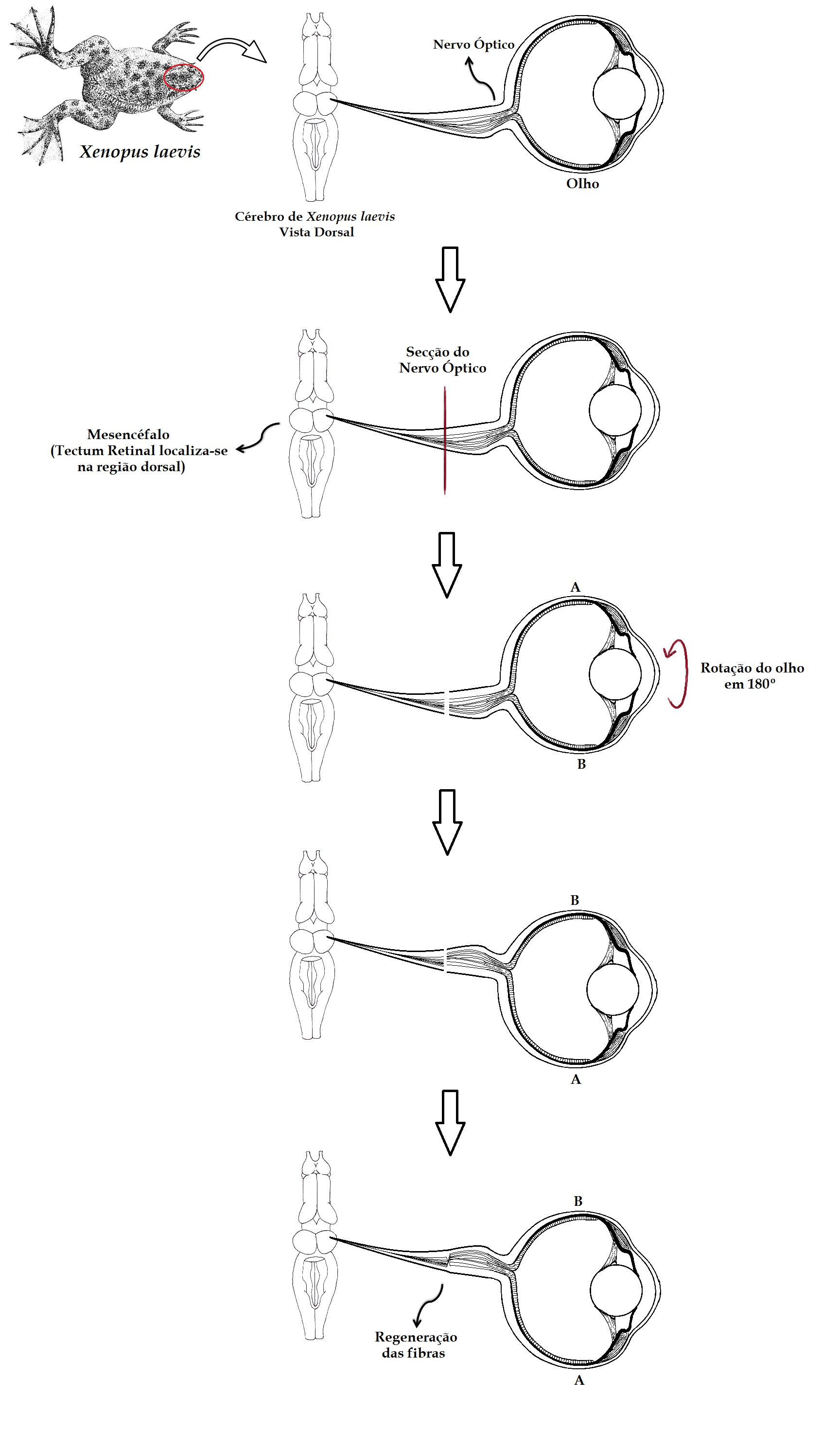
Passo-a-passo do experimento de Roger Sperry em Xenopus laevis.

A ideia principal do experimento de Sperry era separar um grupo de neurônios da sua área de conexão no cérebro, mudar a posição deles e ver se, durante a regeneração, eles seguiriam sinais até seu local de conexão original (o que corroboraria sua hipótese) ou se formariam novas na posição que foram colocados. O experimento em si envolveu o sistema visual de uma salamandra e da rã Xenopus laevis, nas que ele seccionou nervos ópticos, separando-os do tectum reticular (onde eles se conectam no mesencéfalo), rotacionou os olhos 180º e reimplantou-os. Como as células ganglionares da retina são capazes de regenerar os axônios, que se projetam de volta ao tectum, e restabelecer sinapses funcionais, as rãs voltaram a enxergar. No entanto, ao final do experimento, para confirmar se a visão havia sido restabelecida normalmente, Sperry observou as rãs se alimentando e constatou que, se a mosca estava para cima no seu campo de visão, a rã lançava sua língua para baixo, sugerindo que sua visão estava invertida. Isso levou Sperry a duas conclusões: quando fibras ópticas eram cortadas, as fibras em regeneração cresciam de volta ao seu local original no tectum reticular do mesencéfalo, restabelecendo um conjunto topográfico de conexões; e o citado restabelecimento dessas conexões coordenadas rege o comportamento do animal. A partir dessas conclusões, Sperry inferiu que cada fibra óptica e cada neurônio tectal possuía marcadores citoquímicos que denotavam, de forma única, seu tipo e posição neuronal, além de quais fibras poderiam utilizar esses marcadores para se guiar até sua célula alvo correspondente.
Na sua hipótese original, Sperry propôs que os determinantes moleculares que guiam os cones de crescimento dos axônios eram específicos de cada célula, assim, deveria haver uma altíssima quantidade de proteínas individuais, o que não é visto de fato. Posteriormente, ele revisou seu modelo e sugeriu que, ao invés de um tipo de proteína de membrana para cada célula, seria mais plausível gradientes duplos, na região aferente e na região alvo, de moléculas guia que levariam à conexão correta do axônio. Apesar da sua proposta original ter sofrido algumas correções e revisões, a noção básica da sua Hipótese de Quimioafinidade tornou-se um dogma da neurobiologia do desenvolvimento.

### Estudos posteriores
Como da Hipótese de Quimioafinidade conclui-se que células nervosas utilizam marcadores para ajudar a determinar sua rede de conexões, o próximo passo seria descobrir como e quando tais marcadores são produzidos (ou, como citado acima, como o gradiente de tais marcadores é composto). Os marcadores sintetizados pelo tecido alvo, chamados de fatores tróficos, além de guiar os axônios ao seu destino também são responsáveis pela manutenção do mesmo, uma vez que, sem eles, há a degeneração desses axônios. Um desses fatores mais comumente estudados é o fator de crescimento nervoso (da sigla, em inglês - NGF), e foi uma cujos estudos levaram ao melhor entendimento de como neurônios são atraídos a sinapses.
Na década de 50, dois pesquisadores, Viktor Hamburger e Rita Levi-Montalcini (que, posteriormente recebeu o Prêmio Nobel de Fisiologia ou Medicina em 1986) foram os responsáveis pela descoberta do NGF. Corroborando a ideia de Sperry, seus experimentos comprovaram que a região alvo é de suma importância para a formação da população de neurônios interconectados. Hamburger e colaboradores realizaram uma série de experimentos com embriões de galinha, em que, inicialmente, eles removiam o broto de membro e observavam um grande redução no número de células nervosas nas porções correspondentes da medula espinhal, o que os levou a assumir que os neurônios competiam entre si por um recurso químico na região alvo (broto de membro), uma vez que essa região havia sido removida. Na etapa seguinte, foi visto que neurônios que degenerariam pela ausência desse recurso era resgatados ao se reimplantar o broto de membro. Indo mais adiante, se um broto de membro extra fosse implantado no embrião, o resultado seria um número anormalmente grande de neurônios motores.  E foi Levi-Montalcini, por meio de bioensaios, que isolou e caracterizou esse recurso químico que era a molécula produzida pelo alvo, o fator de crescimento nervoso.